# Edgar Bainton
Edgar Leslie Bainton (14 de febrero de 1880 – 8 de diciembre de 1956) fue un compositor nacido en Gran Bretaña y recientemente residente en Australia. Hoy se le recuerda principalmente por su himno litúrgico Y vi un nuevo cielo, una obra popular en el repertorio de la música sacra anglicana, pero durante los últimos años las otras obras musicales de Bainton, descuidadas durante décadas, se han escuchado cada vez más en CD.

## Vida y carrera
Bainton nació en Hackney, Londres, hijo de George Bainton, un ministro congregacional, y su esposa, Mary, de soltera Cave. Bainton luego se mudó con su familia a Coventry y mostró signos tempranos de habilidad musical tocando el piano; tenía nueve años cuando hizo su primera aparición pública como pianista solista. Recibió una beca de música para la King Henry VIII Grammar School en Coventry en 1891, y en 1896 ganó una beca abierta para el Royal College of Music para estudiar teoría con Walford Davies. En 1899 recibió una beca para estudiar composición con Sir Charles Villiers Stanford. En la universidad se hizo amigo de George Dyson, William Harris y especialmente de Rutland Boughton, cuya amistad y apoyo continuaron a lo largo de la carrera de Bainton. Bainton mantuvo un cuaderno con una lista de casi todas sus composiciones, siendo la primera entrada su primera obra superviviente conocida, Preludio y fuga en si menor para piano, escrita en 1898.
En 1901, Bainton se convirtió en profesor de piano en el Conservatorio de Música de Newcastle upon Tyne. Participó en la escena musical local escribiendo, actuando y dirigiendo. En 1905 se casó con Ethel Eales, una antigua compañera de clase, y ambos se convirtieron en padres de dos hijas. Ethel era una cantante y pianista de talento que cofundó el Coro Bach de Newcastle. En 1912 fue nombrado director del Conservatorio y compró terrenos para el crecimiento de la institución. Allí, Alfred Wall trabajó como miembro del personal, y William Gillies Whittaker y Bainton estrecharon lazos. Cerca de Hexham, en Stocksfield, residió la familia. Wilfred Gibson, que había introducido por primera vez a Bainton en la comunidad literaria que giraba en torno a Gordon Bottomley, acompañaba con frecuencia a Bainton en sus largos paseos por el campo. Bainton escribió una ópera para uno de sus dramas líricos y puso música a muchos de los poemas de Bottomley. Dio a conocer en su ciudad natal composiciones inéditas de artistas como Gustav Holst, Ralph Vaughan Williams y Arnold Bax. Entabló amistad con William Ellis, organista de la catedral, y con el poeta Elliott Dodds.

## Prisionero de guerra y libertad
En el verano de 1914, Bainton visitó Alemania para asistir al Festival de Bayreuth, pero fue arrestado después de que estalló la guerra. Como extranjero enemigo varón en edad militar, fue enviado al campo de detención civil de Ruhleben, cerca de Berlín, donde permaneció durante los siguientes cuatro años. Bainton fue puesto a cargo de toda la música en el campamento y conoció a Ernest MacMillan, Edward Clark y Arthur Benjamin, entre otros músicos exitosos posteriores. Mantuvo muchas de estas amistades a lo largo de su carrera. En marzo de 1918 su salud se deterioró y fue enviado a La Haya para recuperarse. Tras el Armisticio, se convirtió en el primer inglés en dirigir la Orquesta del Concertgebouw, en dos conciertos de música británica antes de regresar a Inglaterra.
La vida de Bainton volvió a la normalidad y regresó a Newcastle para reanudar su trabajo en el Conservatorio (del que se había hecho cargo su esposa Ethel en su ausencia). Sus obras corales se convirtieron en protagonistas de los Festivales de los Tres Coros. Recorriendo Australia y Canadá desde abril de 1930 hasta enero de 1931, se tomó un descanso de la composición y de agosto a diciembre de 1932 visitó la India, dando un recital de piano para la Indian Broadcasting Company . El poeta y músico Rabindranath Tagore lo invitó a Calcuta y lo introdujo en la música india. En 1933, Sir Edward Bairstow le otorgó un Doctorado honorario en Música en la Universidad de Durham.

## Australia
El Conservatorio de Música del Estado de Nueva Gales del Sur quedó impresionado por su demostración de habilidades en 1930 y le ofreció la dirección en el verano de 1933. En consecuencia, en 1934 Bainton y su familia comenzaron una nueva vida en Australia.
Además de fundar la Escuela de Ópera de Sídney, Bainton supervisó las clases de coro y orquesta del Conservatorio. En el Conservatorio instruyó a compositores australianos, como Miriam Hyde. Arnold Schoenberg solicitó enseñar armonía y teoría en el Conservatorio de Sydney en 1934, pero Bainton lo rechazó por sus "ideas modernistas y tendencias peligrosas", según el compositor australiano Vincent Plush (nacido en 1950). Al parecer, Schoenberg afirmó ser judío en un comentario que le hizo un colega anónimo de Bainton.
Coincidiendo con la llegada de Bainton a Sydney, hubo movimientos para formar una orquesta profesional permanente para la Comisión de Radiodifusión de Australia, que ocasionalmente pasó a llamarse Orquesta Sinfónica de Nueva Gales del Sur. Más tarde pasó a llamarse Orquesta Sinfónica de Sydney . Bainton dirigió el concierto inaugural de ese conjunto en 1934.
Introdujo música nunca antes escuchada en Australia, como la Sinfonía núm .<span typeof="mw:Entity" id="mwYA">&nbsp;</span>2 en 1934; la Tercera Sinfonía de Bax; y obras de Debussy, Sibelius, Delius y Walton, entre otros. En 1944, la producción de estreno de la ópera The Pearl Tree de la Conservatorium Opera School de Bainton recibió elogios tanto de la prensa como del público. Debido a la demanda, se ofreció una actuación de una noche adicional y, en esta última ocasión, se inauguró un busto de Bainton en el vestíbulo.
Australia entonces tenía una edad de jubilación obligatoria de 65 años, pero Bainton continuó dirigiendo (temporalmente con la Orquesta Sinfónica de Nueva Zelanda ) y dio giras de conferencias en Canadá. En 1956, un infarto afectó gravemente su salud y el 8 de diciembre murió en Point Piper en Sydney. Su esposa había muerto antes que él por solo unos meses.

## Grabaciones
Parte de la música de Bainton, tanto de cámara como orquestal, se ha grabado en los últimos años en el sello discográfico Chandos y en Dutton Epoch. Previamente su trabajo estuvo casi completamente descuidado en el medio discográfico o de difusión.

## Obras musicales

### Música de cámara
- Quinteto para piano y cuerdas, op. 9 (1904) (Perdido)
- Cuarteto de cuerda, op. 26 (1911) (Perdido)
- Cuarteto de cuerda en la mayor (1919)
- Sonata para viola y piano (1922)
- Sonata para violonchelo y piano (1924)

### Coro y orquesta
- La bendita doncella (letra de Dante Gabriel Rossetti ), op. 11 (con mezzosoprano y barítono solistas).
- Puesta de sol en el mar, Op. 20 (letra de Reginald Buckley), para coro y orquesta
- La escalera vengativa, op. 29 (letra de WW Gibson), un Humoreske para coro y orquesta
- Una canción de libertad y alegría (letra de Edward Carpenter ), op. 24 para coro y orquesta
- The Tower (letra de Robert Nichols ), para coro y orquesta
- The Dancing Seal (letra de WWGibson), un Humoreske para coro y orquesta
- A Hymn to God the Father (letra de John Donne ), para coro y orquesta
- Réquiem de Mignon (letra de Goethe y Carlyle), para voces de niños, coro y orquesta
- La Transfiguración de Dante, Op. 18, para solistas, coro y orquesta
- To The Name above every name, (letra de Richard Crashaw ), para soprano, coro y orquesta

### Música de iglesia
- Y vi un cielo nuevo
- Fantasía sobre la melodía del canto llano Vexilla Regis
- Fiat Lux para "coro de 4 partes SATB"
- ¿Quién puede contar las arenas del mar? para "SATB"
- Abre tus puertas
- Cristo en el desierto
- Los cielos declaran tu gloria

### Sinfonías y obras orquestales
- Sinfonía No. 1 Antes del Amanecer para Contralto Solo, Coro y Orquesta
- Sinfonía n.° 2 en re menor
- Sinfonía n.° 3 en do menor
- Sinfonía en si bemol Una fantasía de vida y progreso, op. 5 (Perdido)
- Poema sinfónico: Pomplia
- Poema sinfónico: Paracelso (según Browning ), op. 8
- Suite: El río de oro, op. dieciséis
- Obertura-Fantasía: Prometeo, op. 19
- Tres Piezas para Orquesta: Elegía, Intermezzo y Humoresque .
- Concierto Fantasía para piano y orquesta
- Pavana, idilio y bacanal para cuerdas
- Rapsodia: Epitalamión
- Égloga para orquesta

## Literatura
- Jones, Michael. 'Bainton, Edgar Leslie (1880–1956)', Diccionario Oxford de biografía nacional . Prensa de la Universidad de Oxford, 2004. Base de datos en línea número de artículo 58729.
- Bainton, Helen. 'Bainton, Édgar Leslie (1880-1956)' . Australian Dictionary of Biography, volumen 7, Melbourne University Press, 1979, págs. 146–147.
- Jones, Michael. 'Edgar Bainton (1880-1956): viajero musical y espiritual' . Music Web Internacional, 1990. Consultado el 10 de octubre de 2011.